# Conjecture de Ramanujan
En mathématiques, la  conjecture de Ramanujan, due à Srinivasa Ramanujan (et démontrée par Pierre Deligne en 1973), prédit certaines propriétés arithmétiques ainsi que le comportement asymptotique de la fonction tau qu'il a définie. La conjecture de Ramanujan généralisée, ou  conjecture de Ramanujan-Petersson, introduite par Hans Petersson en 1930, en est une généralisation à d'autres formes modulaires ou automorphes.

## Les fonctions tau et L de Ramanujan
La fonction zêta de Riemann et les fonctions L de Dirichlet sont égales à un produit eulérien (pris sur tous les p premiers, et où a est un caractère),
{\displaystyle L(s,a)=\prod _{p}\left(1+{\frac {a(p)}{p^{s}}}+{\frac {a(p^{2})}{p^{2s}}}+\dots \right)} (équation 1) ;
ces caractères étant complètement multiplicatifs, on a également
{\displaystyle L(s,a)=\prod _{p}\left(1-{\frac {a(p)}{p^{s}}}\right)^{-1}} (équation 2).
Les fonctions L des formes automorphes vérifient également l'équation (1), mais pas l'équation (2), les « caractères » correspondants n'étant pas complètement multiplicatifs. Ramanujan a cependant découvert que la fonction L du discriminant modulaire, appelée fonction L de Ramanujan, satisfaisait la relation modifiée
{\displaystyle L(s,\tau )=\prod _{p}\left(1-{\frac {\tau (p)}{p^{s}}}+{\frac {1}{p^{2s-11}}}\right)^{-1}} (équation 3),
où τ(p) est la fonction tau de Ramanujan définie par les coefficients de Fourier τ(n) de la forme parabolique Δ(z) de poids 12 (et donc comme les coefficients de la série entière correspondant au produit infini {\displaystyle q\prod _{n>0}\left(1-q^{n}\right)^{24}}) :
{\displaystyle \Delta (z)=\sum _{n>0}\tau (n)q^{n}=q\prod _{n>0}\left(1-q^{n}\right)^{24}=q-24q^{2}+252q^{3}-1472q^{4}+4830q^{5}-\cdots ,}
avec {\displaystyle q=e^{2\pi iz}}.
Le terme {\displaystyle {\frac {1}{p^{2s-11}}}} peut être vu comme un terme d'erreur (venant de ce que tau n'est pas complètement multiplicative).

## La conjecture de Ramanujan
Ramanujan observa sur un grand nombre de valeurs de {\displaystyle p} que le polynôme du second degré en {\displaystyle u=p^{-s}}, {\displaystyle P(u)=1-\tau (p)u+p^{11}u^{2},} apparaissant dans l'équation (3), avait toujours deux racines non réelles (complexes conjuguées), et donc que |τ(p)| ≤ 2p11/2 ; c'est cette inégalité qui est appelée la conjecture de Ramanujan. Ramanujan a en fait conjecturé les trois propriétés suivantes de la fonction tau :
1. τ est multiplicative,
2. τ n'est pas complètement multiplicative, mais pour tout p premier et j entier > 0, on a : τ(p j+1) = τ(p)τ(p j ) −p11τ(p j−1 ), et
3. |τ(p)| ≤ 2p11/2

Le caractère multiplicatif de τ (s'il est démontré) permet d'en déduire (pour tout n) le résultat un peu plus faible, pour tout ε > 0 :
{\displaystyle \tau (n)=O\left(n^{{\frac {11}{2}}+\varepsilon }\right)} (où O est la notation de Landau).
En 1917, Louis Mordell démontra les deux premières propriétés en utilisant des techniques d'analyse complexe, en particulier les opérateurs de Hecke. La conjecture de Ramanujan proprement dite, beaucoup plus difficile, fut attaquée en remarquant une vague analogie entre les propriétés des racines du polynôme P, l'approximation pour {\displaystyle \tau (n)}, et l'hypothèse de Riemann. Cela conduisit à une reformulation de la conjecture due principalement à Michio Kuga (avec des contributions de Mikio Satō, Gorō Shimura, et Yasutaka Ihara) permettant à Pierre Deligne de la ramener aux conjectures de Weil en 1968, et finalement à une démonstration complète lorsque les conjectures furent prouvées par Deligne en 1973. Cette relation entre les deux problèmes devait inspirer des travaux profonds à la fin des années 60, lorsque les conséquences de la théorie de la cohomologie étale furent étudiées.

## La conjecture de Ramanujan-Petersson pour les formes modulaires
En 1937, Erich Hecke utilisa lui aussi les opérateurs de Hecke pour généraliser les résultats de Mordell aux fonctions L automorphes (en) des sous-groupes discrets Γ de SL(2, Z). Pour toute forme modulaire
{\displaystyle f(z)=\sum _{n=0}^{\infty }a_{n}q^{n}\qquad q=e^{2\pi iz},}
on peut construire la série de Dirichlet
{\displaystyle \varphi (s)=\sum _{n=1}^{\infty }{\frac {a_{n}}{n^{s}}}.}
Pour une forme modulaire f (z) de poids k ≥ 2 pour Γ, φ(s) converge absolument dans le demi-plan Re(s) > k, parce que an = O(nk−1+ε). Comme f est de poids k, il s'avère que (s − k)φ(s) est une fonction entière, et que R(s) = (2π)−sΓ(s)φ(s) vérifie l'équation fonctionnelle :
{\displaystyle R(k-s)=(-1)^{\frac {k}{2}}R(s);}
(ce résultat fut démontré par Wilton en 1929). Cette correspondance entre f et φ est bijective (a0 = (−1)k/2 Ress=k R(s)). Soit g(x) = f (ix) −a0 pour x > 0, alors g(x) est relié à R(s) par la transformation de Mellin :
{\displaystyle R(s)=\int _{0}^{\infty }g(x)x^{s-1}dx\Leftrightarrow g(x)={\frac {1}{2\pi i}}\int _{{\text{Re}}(s)=\sigma _{0}}R(s)x^{-s}ds},
et ceci met en correspondance la série de Dirichlet vérifiant l'équation fonctionnelle ci-dessus avec la forme automorphe d'un sous-groupe discret de SL(2, Z).
Il est alors possible de formuler une conjecture plus générale, appelée la conjecture de Ramanujan-Petersson, pour des formes de poids k, en remplaçant l'exposant 11/2 de la conjecture de Ramanujan par (k − 1)/2. Elle est également une conséquence des conjectures de Weil, sauf pour k = 1, qui a été traité indépendamment par Deligne et Serre en 1974.

## Généralisations

### La conjecture pour les formes automorphes
En 1966, Ichirō Satake reformula la conjecture de Ramanujan-Petersson en termes de représentations automorphes de GL(2) (en affirmant que les composantes locales des représentations appartiennent à la série principale), et suggéra que cette condition pourrait généraliser la conjecture à des formes automorphes sur d'autres groupes. Sous cette forme, de nombreux contre-exemples furent trouvés, mais Ilya Piatetski-Shapiro obtint en 1979 un raffinement de cette conjecture (connu sous le nom de conjecture de Ramanujan généralisée) qui n'a pas été réfuté, et que Robert Langlands a rattaché à son propre programme.

### La conjecture sur des corps de fonctions
La construction par Vladimir Drinfeld de la correspondance globale de Langlands pour GL(2) sur un corps de fonctions global permit de démontrer la conjecture de Ramanujan-Petersson dans ce cas. Laurent Lafforgue réussit en 2002 à étendre la technique des chtoucas de Drinfeld (en) au cas de GL(n) en caractéristique non nulle ; une technique différente permit à Lomelí de démontrer la conjecture en 2009 pour les groupes classiques.

### Applications
La plus célèbre application de la conjecture de Ramanujan est la construction explicite de certains graphes faite par Lubotzky, Phillips et Sarnak, graphes auxquels on a justement donné le nom de « graphes de Ramanujan » pour cette raison. Une autre application est que la conjecture de Ramanujan-Petersson pour le groupe général linéaire GL(n) implique la conjecture de Selberg (en) concernant les valeurs propres du laplacien pour certains groupes discrets.